# 印可

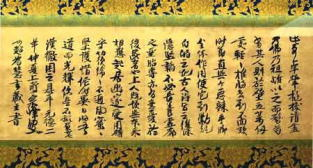
与関山慧玄印可状

印可（いんか）とは、師がその道に熟達した弟子に与える許可のこと。印定許可、印信認可等の略。
その証として作成される書面は印可状あるいは印証書と呼ばれる。いわゆる“お墨付き”のこと。
禅宗では、悟りを開いたと認められた弟子の僧侶が、師の肖像を絵師に描いてもらい、師はその肖像の上に「偈文」という漢詩の形を取った説法をしたため、これを一種の卒業証書とした。ただし、宗派により形式が異なり肖像の無いものもある。これに倣い武術（剣術、槍術、柔術など）、茶道、あるいは軍学や算術などにおいても印可が与えられる。
現在禅林墨跡として残されている印可状の中には宗峰妙超(大燈国師)が関山慧玄(無相国師)に与えた「与関山慧玄印可状」や圜悟克勤が虎丘紹隆に与えた通称を流れ圜悟と称する「与虎丘紹隆印可状」などは国宝に指定されている。また重要文化財とされている物もある。